# Baldiabari
Baldiabari és un poble del districte de Purnia a Benga Occidental 25° 21′ N, 87° 41′ E / 25.350°N,87.683°E.
Fou escenari de la batalla de Baldiabari (octubre de 1756) entre Shankat Jang, nawab de Purniah, i Siraj al-Daula darrer nawab independent de Bengala, en la que el primer fou completament derrotat i mort quan intentava fugir.